# Route départementale 702 (Haïti)
Pour les articles homonymes, voir Route 702.
La route départementale 702, ou RD 702, est une route départementale d'Haïti, reliant Jérémie à Les Anglais.

## Présentation
La RD 702 commence à Jérémie et se termine à Débouché, Les Anglais.
Cette route  départementale  a une longueur totale de  81,78 Km.

## Tracé
- Jérémie
- Moron
- Dame-Marie
- Anse-d'Ainault
- Découverte Mandou
- Matador
- Les Irois
- Carcasse
- Tiburon
- Jean Sac
- Carrefour Gros Chaudière (en)
- Bon Pas (en)
- La Cahouane (en)
- Les Anglais